# Dunai
Dunai is een dorpscommissie (Engels: village development committee, afgekort VDC; Nepalees: panchayat) in het westen van Nepal, en tevens de hoofdplaats van het district Dolpa. De plaats telde bij de volkstelling in 2001 2136 inwoners, in 2011 2592 inwoners.